# Lada Carat
LADA Carat (ВАЗ-2161 «Карат») — российский концепт-кар от «АвтоВАЗа». Первые разработки начались в 2001 году. Габариты «Карата» не сильно отличаются от «Оки». Его длина больше на 300 мм, он немного выше, чем «Ока».
В этом проекте Юрий Верещагин осуществил идеи, которые появились у него в процессе разработки моделей «Ока», «Ока-2», «Ока-электро».